# Сен-Морис-де-Бейно
Сен-Мори́с-де-Бейно́, Сен-Моріс-де-Бейно (фр. Saint-Maurice-de-Beynost) — муніципалітет у Франції, у регіоні Овернь-Рона-Альпи, департамент Ен. Населення — 4155 осіб (01.01.2021).
Муніципалітет розташований на відстані близько 390 км на південний схід від Парижа, 14 км на північний схід від Ліона, 50 км на південний захід від Бург-ан-Бресса.

## Герб міста
Герб міста має форму щита, з трьома смужками: дві зелені та одна червона.
На верхній зеленій смужці розташований хрест, на червоній - голову Моріса, голови  Римського фіванського легіону, меч та жовтий птах, а на зеленій нижній - тіло щуки.
Кольори мають символічне значення. У середні століття, зелений був синонімом свободи, а також являє собою плато на північ від міста. Червоний колір символізує  кров, пролитої мучениками.

## Історія
До 2015 року муніципалітет перебував у складі регіону Рона-Альпи. Від 1 січня 2016 року належить до нового об'єднаного регіону Овернь-Рона-Альпи.

## Демографія
Динаміка населення (Cassini ):
Розподіл населення за віком та статтю (2006):
| Стать | Всього | До 15 років | 15-24 | 25-44 | 45-64 | 65-85 | Понад 85 |
| --- | ------ | ----------- | ----- | ----- | ----- | ----- | -------- |
| Чоловіки | 1897   | 423         | 285   | 516   | 444   | 217   | 12       |
| Жінки | 2024   | 411         | 270   | 516   | 527   | 247   | 53       |
| \| Статево-вікова піраміда \| Статево-вікова піраміда \| Статево-вікова піраміда \| \| ----------------------- \| ----------------------- \| ----------------------- \| \| Чоловіки \| Вік \| Жінки \| \| 12 \| 85 + \| 53 \| \| 24 \| 80-84 \| 35 \| \| 40 \| 75-79 \| 68 \| \| 93 \| 70-74 \| 88 \| \| 60 \| 65-69 \| 56 \| \| 117 \| 60-64 \| 108 \| \| 97 \| 55-59 \| 145 \| \| 113 \| 50-54 \| 141 \| \| 117 \| 45-49 \| 133 \| \| 125 \| 40-44 \| 169 \| \| 185 \| 35-39 \| 133 \| \| 117 \| 30-34 \| 105 \| \| 89 \| 25-29 \| 109 \| \| 136 \| 20-24 \| 117 \| \| 149 \| 15-20 \| 153 \| \| 149 \| 10-14 \| 129 \| \| 149 \| 5-9 \| 141 \| \| 125 \| 0-4 \| 141 \| |        |             |       |       |       |       |          |
| Статево-вікова піраміда |        |             |       |       |       |       |          |
| Чоловіки | Вік    | Жінки       |       |       |       |       |          |
| 12 | 85 +   | 53          |       |       |       |       |          |
| 24 | 80-84  | 35          |       |       |       |       |          |
| 40 | 75-79  | 68          |       |       |       |       |          |
| 93 | 70-74  | 88          |       |       |       |       |          |
| 60 | 65-69  | 56          |       |       |       |       |          |
| 117 | 60-64  | 108         |       |       |       |       |          |
| 97 | 55-59  | 145         |       |       |       |       |          |
| 113 | 50-54  | 141         |       |       |       |       |          |
| 117 | 45-49  | 133         |       |       |       |       |          |
| 125 | 40-44  | 169         |       |       |       |       |          |
| 185 | 35-39  | 133         |       |       |       |       |          |
| 117 | 30-34  | 105         |       |       |       |       |          |
| 89 | 25-29  | 109         |       |       |       |       |          |
| 136 | 20-24  | 117         |       |       |       |       |          |
| 149 | 15-20  | 153         |       |       |       |       |          |
| 149 | 10-14  | 129         |       |       |       |       |          |
| 149 | 5-9    | 141         |       |       |       |       |          |
| 125 | 0-4    | 141         |       |       |       |       |          |

## Економіка
Торгівля розвинена малим бізнесом та дрібними торговцями , особливо вздовж національних доріг. Також тут багато супермаркетів.
2010 року серед 2457 осіб працездатного віку (15—64 років) 1861 була активною, 596 — неактивними (показник активності 75,7%, у 1999 році було 71,2%). З 1861 активної мешканців працювала 1641 особа (841 чоловік та 800 жінок), безробітними було 220 (103 чоловіки та 117 жінок). Серед 596 неактивних 227 осіб було учнями чи студентами, 186 — пенсіонерами, 183 були неактивними з інших причин.

У 2010 році в муніципалітеті нараховувалося 1467 оподаткованих домогосподарств, у яких проживали 3784,5 особи, медіана доходів виносила 18 848 євро на одного особоспоживача